# Malo Dvorište
Malo Dvorište (szerbül: Мало Двориште), falu Bosznia-Hercegovinában, Bosanska krajina területén, Kozarska Dubica községben, a Szerb Köztársaságban. 

## Fekvése
Bosznia-Hercegovina északi részén, Banja Lukától légvonalban 56, közúton 72 km-re északnyugatra, községközpontjától légvonalban 12, közúton 18 km-re délnyugatra, 200 – 250 méteres tengerszint feletti magasságban, az Una völgyétől délre elterülő Potkozarje-dombvidéken fekszik. Több, kis településből áll. 

## Népessége
| Nemzetiségi csoport | Népesség 1991 | Népesség 2013 |
| ------------------- | ------------- | ------------- |
| Szerb               | 318           | 527           |
| Bosnyák             | 0             | 0             |
| Horvát              | 1             | 5             |
| Jugoszláv           | 14            | 3             |
| Egyéb               | 0             | 3             |
| Összesen            | 333           | 538           |

## Története
Területe már az őskori óta lakott. A Gradina nevű lelőhelyen a kőrézkorban virágzott vučedoli kultúra népének erődített települése állt, melynek erődje a vaskorban és a római korban is használatban volt.
Boszniában a Dubica és a Szana-folyó által határolt terület neve Vodicsa volt. Ezt a földet egy tartalmában részben igaz, egyébként hamis oklevél szerint Imre magyar király 1197-ben adományozta a Blagajiak (Babonicsok) ősének, akik ettől kezdve Vodicsa ispánjának (grófjának) is nevezték magukat. Az adományozást II. András magyar király 1218-ban, majd IV. Béla magyar király 1241-ben meg is erősítette. Az V. István halála utáni időben 1292-ben, Mária királyné, immár Babonić I. Radoszló bánnak adományozta Gorica, Podgorja, Szana és Orbász nemzetségi vármegyéit. A Babonics birtokokhoz tartozott a jelovaci uradalom is, ahol ma is megtalálhatók a család itteni udvarházának maradványai, melyről Dvorište is a nevét kapta. A térség 1538-ban, Dubica várának elestével került az oszmánok fennhatósága alá.
A település 1878-ig tartozott az Oszmán Birodalomhoz, ekkor a berlini kongresszus határozata alapján az Osztrák-Magyar Monarchia része lett. 1879-ben az első osztrák-magyar népszámlálás során a Kostajnicai járáshoz tartozó Slabinja község részeként Dvorište falunak 83 háztartása és 469 ortodox szerb lakosa volt. 1910-ben a Bosanska Dubica-i járásban fekvő Dvorište községhez tartozó településen 53 háztartást, 635 ortodox szerb, 1 muszlim és 11 katolikus lakost találtak. A monarchia szétesésével 1918-ben előbb a Szerb-Horvát-Szlovén Királyság, majd 1929-től a Jugoszláv Királyság része. 1921-ben a községnek 147 háztartása és 1050 lakosa volt. Jugoszlávia megszállása után a falu a Független Horvát Állam (NDH) része lett. 1945-től a település a szocialista Jugoszlávia része volt. A Bosznia-Hercegovinában zajló polgárháború idején a település a Boszniai Szerb Köztársaság része volt. 1995. szeptember 18-án és 19-én az Una horvát hadművelet keretében Kozarska Dubica község területét megtámadta a Horvát Köztársaság hadserege (HV). Ezt a támadást a Boszniai Szerb Köztársaság hadserege (VRS) és a helyi lakosság visszaverte. A daytoni békeszerződést követő területfelosztásnál a település, Kozarska Dubica község részeként a Szerb Köztársaság területéhez került.

## Nevezetességei
- Gradina – őskori erődítmény és római kori menedékvár maradványai. A lelőhelyen 1976-ban Z. Žeravica végzett próbaásatásokat. Ezek leletei alapján az erődítményt valószínűleg a körézkori vučedoli kultúra népe építette és a vaskorban is használatban volt. A helyszínen a késő ókorban kisebb várat építettek, mely a környező lakosságnak szolgálhatott menedékül.[4]

- Jelovac – középkori udvarház maradványai, mely a blagaji Babonics család tulajdonában volt.[4]